# كاشا
بيفانيا (بالإيطالية: Bevagna)‏ هي بلدية في مقاطعة بيرودجا في إقليم أومبريا في إيطاليا.

## السكان
في سنة 1861 بلغ عدد السكان 4٬961 نسمة، وتطور العدد ليصل في سنة 2011 لـ 3٬248 نسمة.
يظهر هذا المخطط البياني تطور النمو السكاني لـ كاشا

## توأمة
لكاشا اتفاقيات توأمة مع كل من:
- كاربينيتو رومانو
- كونفيرسانو
- سان لوكا

## أعلام
- ريتا من كاشيا